# 武田両志
武田 両志（たけだ りょうじ、1965年3月20日 - ）は、新潟県南魚沼郡塩沢町（現：南魚沼市）生まれの講演講師、作家。ブルーアース・カンパニー代表。異業種組合「武(竹)林会」会長。血液型はA型。

## 来歴
福島県立郡山商業高等学校商業科を卒業後、1980年代に当時は無謀と云われていた年功序列撤廃と学歴社会撤廃を掲げ「サラリーマン・ヤクザ」としてIYグループの正社員となり、新入社員代表として入社宣言を実施。高卒の18歳でありながら売上Ｎo１店舗と新規オープン2店舗を経験し実績を出したものの大卒者一律昇格後の自身昇格人事に嫌気がさし在籍2年で退職。この後数か月バイクで一人放浪の旅に出る。その後県内70億円規模の地元食品スーパーに就職。この頃より改善･改革を推し進めサラリーマン・ヤクザの本領を発揮し始める。2年そこそこで本部直営店店長代理、生鮮バイヤー、3年目には全社売上の70%を占める地域のスーパーバイザーまで登りつめ、合併をするまでに。入社4年で70億円規模の会社を100億円超えにまでにした実績をもち、在籍企業の規模の拡大を図ると共に自身の年収を交渉により上げていき、23歳のこの時期より店舗経営者を相手に無償にて講演活動をし始める。その後、生産性を勉強しようと考え組立製造会社に転職する。勉強する為に入社したハズが、異業種ながらも5年で40人規模の組立製造工場を130人規模の工場へと導き、その実績が買われ東証二部上場の総合物流会社から声が掛り3回目の転職を決意する。課長職待遇での入社のハズが快く思わない一部の上層部からの圧力によりアルバイト入社とされてしまう。その半年後配属先の赤字だった営業所を黒字化しやっと正社員となる。在籍10年の間にアルバイト→正社員→5段階飛び級での所長→M&Aの提案により東証一部上場に昇格させ最年少事業部長→品質管理部長→取締役を歴任。異業種組合「武(竹)林会」を設立。関西経営管理協会・日本経営開発協会・講演依頼.com講演講師。ブルーアース・カンパニー代表。
漫画の「サラリーマン金太郎」を地で行く男が存在した！と云われ、
イジメられっ子→自　殺→硬派裏番長→サラリーマン→アルバイト→上場会社取締役→作　家→社　長→モデル
など一人で何役も体験してきた珍しい経歴の人物でもある。

## 人物
- 幼少期はイジメられっ子であった。
- 学校と家庭環境の狭間で自殺願望が小2で生まれ、夜な夜な台所で出刃包丁を手首にあてる。
- 小学校5年生の時に転機が訪れる。
- イジメられっ子からイジメっ子へ。
- 中学3年生の受験前に父親が癌で入院し、妹と弟の進学の為に高校進学を諦めて就職活動を始める。
- 母親の勧めにより志望校への合格を果たし高校生となる。
- 1983年、高校卒業前にスカウト(ホスト、モデル、893から)を受けるも断り、一般企業へ就職。
- 18歳で「年功序列・学歴社会撤廃を掲げ、サラリーマン・ヤクザ」となり社会へ挑む。

　　　『ヒロード　〜こんな奴もいる〜』（2009年、文芸社）参照

## 著書
- 『ヒロード　〜こんな奴もいる〜』（2009年、文芸社）

## 講演内容
- 「報・連・相」で身を守れ
- 「２Ｓ」から治る企業体質
- 「タイムカードを押したら、男性は俳優になれ。女性は女優になれ」
- 全て「我が事」で起承転結
- 「ハイ」この二文字で変るチャンスとコミュニケーション
- 大事な会議には気にいった一品を持て
- 「Ｐ･Ｄ･Ｃ･Ａ」真ん中に「　」を置け
- サラリーマン・ヤクザとは
- キャラを創り出せ
- 媚を売るな。自分を売れ
- 出来る奴に見せる姿勢
- 頼もしいと感じさせる「指示の受け方」＆「報告の仕方」
- 負けている間は吠えるな
- 肯定、呼吸、間、提案」で攻めの営業スタイル
- 会社は動物園。アナタは園長
- 応用心理学を活用した話の聞き方
- 「頭の中と机の上」
- 脳トレ？本を二冊三冊と同時に読み進めていくのか？
- ソンするヒトとトクするヒト
- 社畜になるな！
- 反省など要らない
- 改善、改革に教科書など無い
- 「年齢密度」とは
- etc